# Innozenz III.

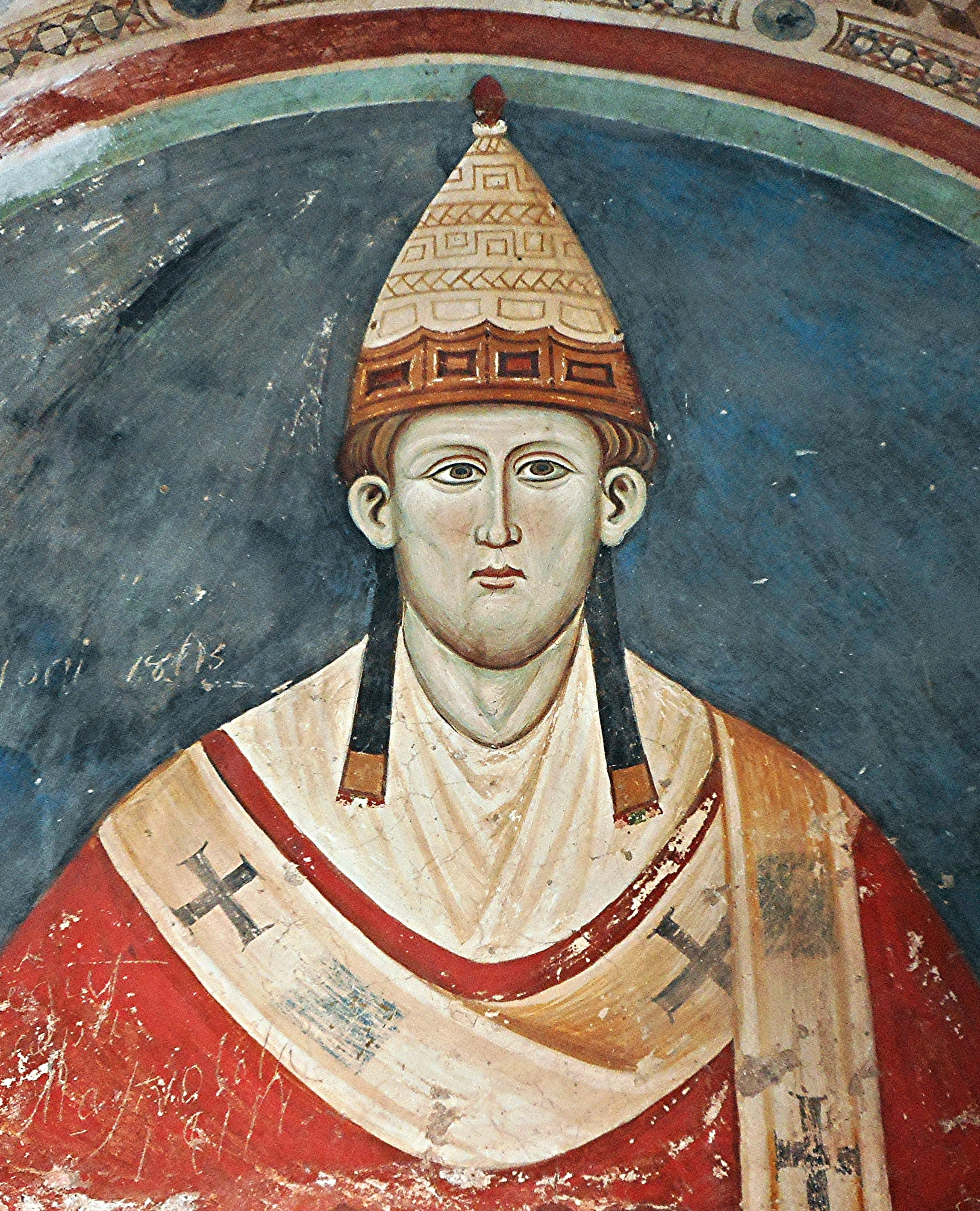
Papst Innozenz III. (Fresko im Kloster San Benedetto in Subiaco, Latium, um 1219)

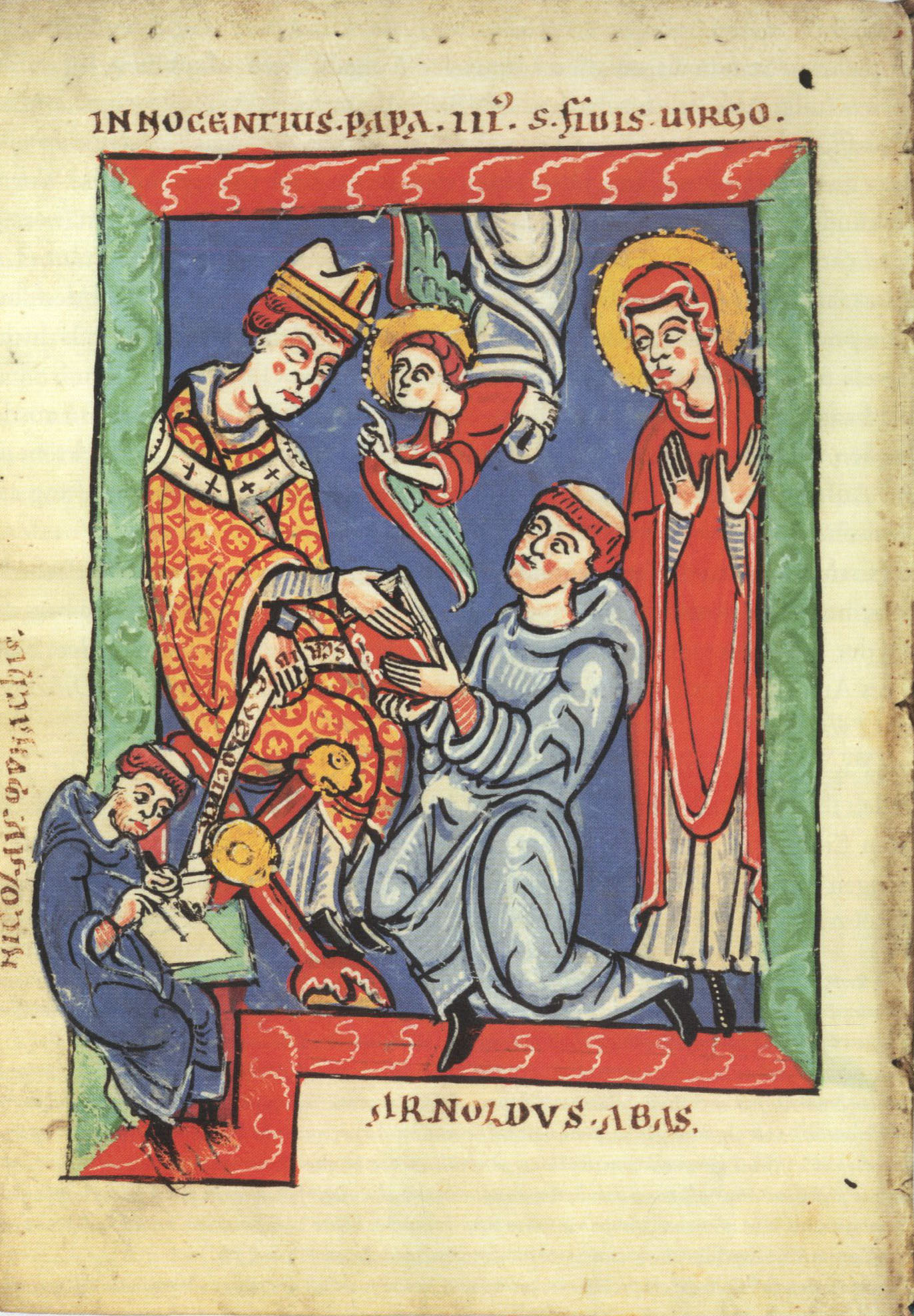
Papst Innozenz III. übergibt dem vor ihm knienden Abt Arnaldus von Cîteaux eine Sammlung seiner Predigten. In einer Abschrift der Sermones aus der ersten Hälfte des 13. Jahrhunderts ist es die letzte der vier ganzseitigen Titelminiaturen. (Prag, Tschechische Nationalbibliothek, XXIII. F.144, fol. IVv).

Innozenz III. (geboren als Lotario dei Conti di Segni, eingedeutscht Lothar aus dem Hause der Grafen von Segni; * 22. Februar 1161 auf Kastell Gavignano; † 16. Juli 1216 bei Perugia) war von 1198 bis 1216 Papst der römisch-katholischen Kirche. Er gilt als einer der bedeutendsten Päpste des Mittelalters.

## Leben

### Aufstieg und Karriere
Lotario di Segni wurde um die Jahreswende 1160/61 auf dem Kastell Segni in Gavignano (etwa 60 Kilometer südöstlich von Rom) als Sohn des Grafen Trasimondo aus dem Hause Conti und der Claricia Scotti geboren. An die schulische Ausbildung im St.-Andreas-Kloster in Rom schlossen sich Studien an der Pariser Universität beim berühmten Theologen Pierre von Corbeil und von 1178 bis 1187 ein Studium der Rechte in Bologna an. Auf die Weihe zum Subdiakon durch Papst Gregor VIII. persönlich im November 1187 folgte 1190 der Aufstieg zum Kardinaldiakon von Santi Sergio e Bacco.
Lotario di Segni galt als einer der besten Kirchenrechtler seiner Zeit. Während seiner Zeit als Kardinaldiakon entstanden die Schriften De quadripartita specie nuptiarum („Über die viergeteilte Gestalt der Ehen“), De missarum mysteriis („Über die Geheimnisse der Messfeiern“) und De miseria conditionis humanae („Über das Elend des menschlichen Daseins“), verfasst 1194 bis 1195. Sie enthalten bereits einige theologische Grundlagen seiner späteren Ausführungen zum Pontifikat („Was Recht ist, was gebührt, was nützt“).
In De miseria conditionis humanae behandelte Lotario die Unvollkommenheit des menschlichen Daseins: „Aus Erde geformt ist der Mensch, empfangen in Schuld und geboren zur Pein. Er handelt schlecht, gleichwohl es ihm verboten ist, er verübt Schändliches, das sich nicht geziemt, und setzt seine Hoffnung auf eitle Dinge […]. Er endet als Raub der Flammen, als Speise der Würmer, oder er vermodert.“ Ausgehend von einer scharfen Ablehnung alles Körperlichen – „aus dir aber kommt nur Schleim, Urin und Kot […], du hinterläßt abscheulichen Gestank“ – und einer Verdammung der menschlichen Seele als sündig und verdorben gelangte Lotario zu einem pessimistischen Menschenbild. Das Werk folgt der überlieferten Lehre von der Hölle als Ort der ewigen Strafe für Sünder: „Die Strafen ändern sich, hören aber nie auf“. Er betont zugleich den Vorrang des Klerus vor den Laien. Den Papst sah er „in die Mitte gestellt zwischen Gott und Mensch, diesseits Gottes, aber jenseits des Menschen, weniger als Gott, aber mehr als der Mensch“. Demgemäß sei der Papst vicarius Christi, Statthalter Christi auf Erden, nicht nur Amtsnachfolger Petri.

### Papsttum

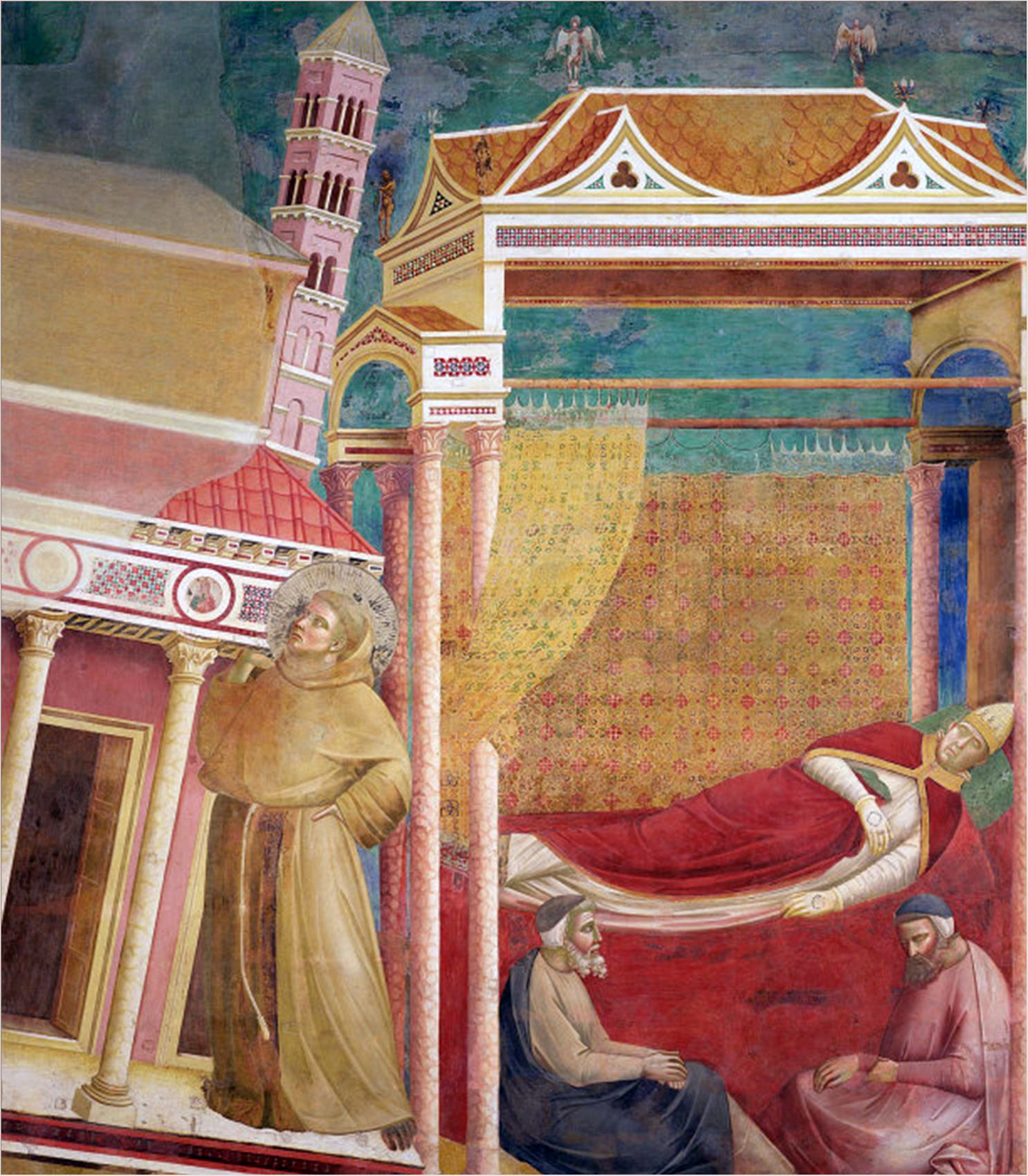
Traum des Papstes Innozenz III. (rechts liegend), wie der Heilige Franz von Assisi (links) die kippende Kirche stützt

Am 8. Januar 1198 wurde Lotario im zweiten Wahlgang zum Papst gewählt. Seine Weihe erfolgte am 22. Februar, er nahm den Namen Innozenz III. an. Zwar mokierte sich Walther von der Vogelweide über das geringe Alter des neuen Papstes („Owê, der bâbest ist ze junc. Hilf, hêrre, dîner cristenheit“), Innozenz war mit einem Wahlalter von 37 Jahren aber sogar etwas älter als einige seiner Vorgänger im Amt.
Nach seinem Amtsantritt widmete Innozenz III. seine Zeit vor allen Dingen der juristischen Fixierung des Papsttums und seiner endgültigen Etablierung auch als weltlicher Macht. Dieses Ziel versuchte Innozenz vor allem durch die Ausweitung des territorialen Besitzes des Kirchenstaates zu erreichen. Unter seiner Regie weitete sich der kirchliche Besitz durch Rekuperationen (Wiedergewinnung) in Mittelitalien auf die doppelte Größe aus. Zu den wichtigsten Gebieten, die er für das Patrimonium Petri beanspruchte, zählten die Toskana, die Mark Ancona und das Herzogtum Spoleto. Im Inneren sicherte er die Herrschaft durch geschickte Familienpolitik bzw. Nepotismus ab. Der spätere Papst Gregor IX. (1227–1241) war sein Neffe und wurde während der Amtszeit von Innozenz 1198 Kaplan der Kurie, 1206 Kardinalbischof von Ostia und damit Dekan des Kardinalskollegiums.
Noch 1198 rief Innozenz den Vierten Kreuzzug aus, der allerdings das Heilige Land nie erreichte. Durch die Plünderung von Zadar 1202 und von Konstantinopel 1204 erhielt der Kreuzzug zudem eine große politische Brisanz und innerchristliches Konfliktpotenzial und trug beträchtlich zu dem endgültigen Schisma zwischen katholischer und orthodoxer Kirche bei.
Innozenz spielte eine bedeutende Rolle im Thronstreit im Heiligen Römischen Reich ab 1198. Zum römischen König war 1196 der erst zweijährige Friedrich II., der Sohn Kaiser Heinrichs VI. gewählt worden, noch zu Lebzeiten des letzteren. Nach dem Tod Heinrichs 1197 wurde Friedrich im Reich aber nicht anerkannt. Stattdessen kam es zu einer Doppelwahl des Staufers Philipps von Schwaben und des Welfen Ottos von Braunschweig (Otto IV.) zu römischen Königen. Friedrich selbst wurde als Erbe seines Vaters 1198 König von Sizilien und stand dabei unter der Vormundschaft des Papstes.
Innozenz schlug aus den römisch-deutschen Streitigkeiten zwischen Welfen und Staufern Kapital, er sicherte sich Ländereien für den Kirchenstaat und bestand darauf, dass der Papst darüber entscheide, wer zum Kaiser gekrönt werde, und ihm daher auch ein Mitwirkungs- und im Falle des Thronstreits ein Entscheidungsrecht bei der Königswahl zukäme (Dekretale Venerabilem 1202). Innozenz’ Auffassung war, dass der Papst nur jemanden zum Kaiser krönen könne, den er als würdig befinde. Entsprechend könne auch nur derjenige König werden, den er für das Amt des Kaisers als würdig empfindet (Päpstliche Approbation). Bereits 1199 ergriff Innozenz zugunsten Ottos Partei, der ihm im Gegenzug Schutz versprach. Ab etwa 1203 konnte sich jedoch Philipp im Reich zunehmend militärisch durchsetzen, weshalb Innozenz mit Philipp über einen Ausgleich verhandelte. Mit dessen Ermordung wurde dieser Ausgleich allerdings hinfällig und Otto war alleiniger römischer König. Am 4. Oktober 1209 krönte Papst Innozenz Otto in Rom zum Kaiser.
Als Otto im Jahr 1210 jedoch sein Schutzversprechen brach und Teile des Kirchenstaates eroberte, sprach Innozenz den Kirchenbann über ihn aus und unterstützte die staufische Partei im Reich. Auf seine Anregung trafen sich die deutschen Fürsten der staufischen Partei im September 1211 in Nürnberg, wo sie Friedrich II. erneut zum König wählten. Friedrich konnte sich in der Folgezeit im Reich durchsetzen und dankte dem Papst seine Initiative mit der Goldenen Bulle von Eger, die den Kirchenstaat in seiner bestehenden Form rechtlich anerkannte. Friedrich hatte außerdem auf die Herrschaft als sizilianischer König verzichten müssen, die auf seinen Sohn Heinrich überging. Innozenz wollte damit die Umklammerung des Kirchenstaates durch ein staufisches Reich zumindest mindern. Friedrich brach allerdings dieses Versprechen nach seiner Bestätigung durch das Vierte Laterankonzil und dem Tod Innozenz’, als er selbst die Herrschaft über Sizilien wieder übernahm und Heinrich zum römischen König wählen ließ.
Durch sein europaweites Engagement für die Stärkung der Kirche hatte es Innozenz bis 1212 zum Oberlehnsherrn von Aragon, Portugal, Sizilien, Bulgarien und sogar England gebracht. Innozenz befürwortete die Kreuzzüge und verfolgte eine Politik der Förderung und Integration neu gegründeter und zeitweise häresieverdächtiger Orden, etwa der Humiliaten, Dominikaner und Franziskaner; die Brüder vom Orden des Heiligen Geistes erfreuten sich seiner besonderen Gunst.
Innozenz galt als Feind der Juden, so beschloss er im Jahr 1215 mit dem Vierten Laterankonzil Maßnahmen gegen die Juden, etwa die Unterscheidung der Juden von Christen durch ihre Kleider. Auch galt er als ein unerbittlicher Gegner der Häresie. Dies war auch das Vorspiel der 1233 eingerichteten Inquisition. Innozenz sorgte für die massive Verfolgung der Katharer und anderer Abweichler in allen päpstlich kontrollierten Staaten. Bereits im Jahre 1199 hatte er ein Verbot der Lektüre der Bibel bei nichtkirchlichen Zusammenkünften erlassen, das direkt gegen Gruppen wie die Waldenser und Katharer gerichtet war. Ebenfalls 1199 ordnete er in der Dekretale Vergentis in senium die Konfiskation der Güter von Unterstützern von Ketzern im Bereich seiner weltlichen Rechtsprechung an.

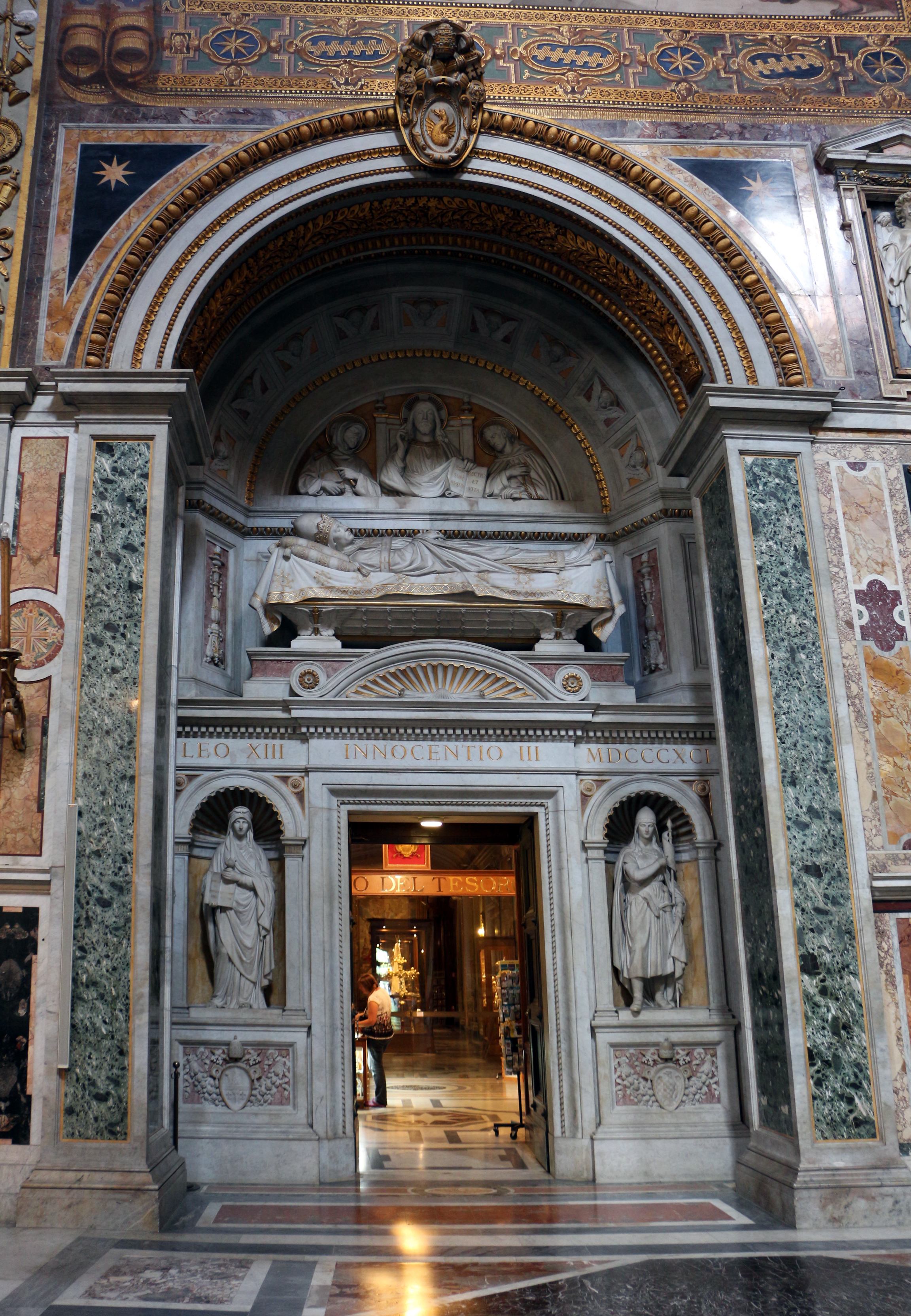
Grabmal in San Giovanni in Laterano

Unter der Führung des Simon IV. de Montfort erfolgte dann von 1209 bis 1229 der Albigenserkreuzzug, bei dem die Kirche auf Innozenz’ Geheiß eine tragende Rolle spielte. Besondere Erwähnung finden in diesem Zusammenhang immer wieder die Massaker an den Katharern von Béziers und Minerve.
Im November 1215 eröffnete Innozenz das Vierte Laterankonzil, wo er zum Fünften Kreuzzug in das Heilige Land aufrief und 70 in der katholischen Kirche teilweise bis heute geltende Edikte verabschieden ließ. Er starb am 16. Juli 1216 im Alter von 55 Jahren auf der Reise in die Lombardei in der Nähe von Perugia und wurde in der dortigen Kathedrale aufgebahrt, beraubt und begraben. Der neu ernannte Bischof von Akko Jacques de Vitry schreibt darüber (in mittelalterlicher Orthographie): Post hoc veni in civitatem quandam que Perusium nuncupatur, in qua papam Innocentium inveni mortuum, sed nundum sepultum, quem de nocte quidam furtive vestimentis preciosis, cum quibus sci <licet sepeliendus> erat, spoliaverunt; corpus autem eius fere nudum et fetidum in ecclesia relinquerunt. Ego autem ecclesiam intravi et ocul<a>ta fide cognovi quam brevis sit et vana huius seculi fallax gloria. (Danach kam ich in eine Stadt, die Perugia genannt wird, wo ich den toten, aber noch nicht begrabenen Papst Innozenz fand. Ihn hatten nachts Leute seiner kostbaren Gewänder beraubt, mit denen er begraben werden sollte. Seinen Leichnam aber hatten sie fast nackt und schon nach Verwesung riechend in der Kirche zurückgelassen. Ich jedoch betrat die Kirche und sah als Augenzeuge, wie kurz und eitel die trügerische Herrlichkeit dieser Welt ist.) Die Beraubung eines toten Papstes war trotz wiederholten Verboten ein offenbar häufig geübter römischer Brauch nach dem missbräuchlich interpretierten Spolienrecht.
1891 wurde sein Leichnam nach Rom überführt und von Papst Leo XIII. in San Giovanni in Laterano beigesetzt.

## Schriften (Auswahl)
- De contemptu mundi sive De vilitate conditionis humanae. Drucker von Pseudo-Augustinus, De fide (GW 2953), Köln um 1473. (Digitalisat)
- De miseria humanae conditionis.
  - Neu herausgegeben von Michele Maccarone. Lugano 1955.
  - Vom Elend des menschlichen Daseins. Übersetzt und eingeleitet von Carl-Friedrich Geyer. Georg Olms Verlag, Hildesheim/Zürich/New York 1990.
- Constitutiones Concilii quarti lateranensis – Costituzioni del quarto Concilio lateranense, Herausgegeben von M. Albertazzi, La Finestra editrice, Lavis 2016, ISBN 978-88-95925-69-1.